# Sam Hancock

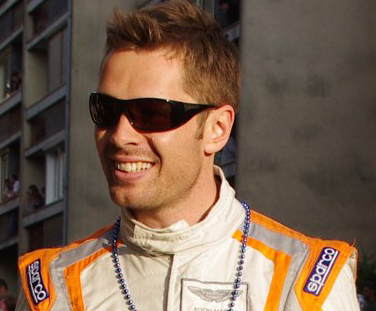
Sam Hancock 2011 in Le Mans

Samuel James „Sam“ Hancock (* 9. Januar 1980 in Chertsey) ist ein britischer Autorennfahrer und der ältere Bruder von Ollie Hancock.

## Karriere im Motorsport
Sam Hancock begann seine professionelle Rennkarriere 1997 in der Formel Vauxhall junior, wo er 1997 Gesamtzehnter in der Meisterschaft wurde. Es folgten drei Jahre in der Formel Palmer Audi und eine Saison in der Barber Dodge Pro Series, die die Erwartungen in gute Meisterschaftsergebnisse nicht erfüllen konnten.
Mit dem Beginn des Motorsportjahres 2001 wechselte Hancock in den GT- und Sportwagensport. Er fuhr für Kremer Racing einen Lola B98/10 in der FIA-Sportwagen-Meisterschaft und gab 2002 sein Debüt beim 24-Stunden-Rennen von Le Mans. Bis 2012 war er siebenmal beim 24-Stunden-Rennen in Westfrankreich am Start. Bei keinem seiner Einsätze konnte er das Rennen zu Ende fahren. 
Erfolge feierte er in der European Le Mans Series. 2004 gewann er gemeinsam mit Alexander Frei auf einem Werks-Courage C65 die LMP2-Wertung dieser Rennserie. 
2008 wurde er Gesamtdritter im britischen Porsche Supercup und 2015 gewann er die Gesamtwertung des Salvadori Cup.

## Statistik

### Le-Mans-Ergebnisse
| Jahr | Team                | Fahrzeug                    | Teamkollege     | Teamkollege      | Platzierung | Ausfallgrund |
| ---- | ------------------- | --------------------------- | --------------- | ---------------- | ----------- | ------------ |
| 2002 | JMB Racing          | Ferrari 360 Modena GT       | Cort Wagner     | Martin Short     | Ausfall     | Unfall       |
| 2004 | Courage Compétition | Courage C65                 | Alexander Frei  | Jean-Marc Gounon | Ausfall     | Feuer        |
| 2005 | Intersport Racing   | Lola B05/40                 | Liz Halliday    | Gregor Fisken    | Ausfall     | Defekt       |
| 2006 | Courage Compétition | Courage LC70                | Alexander Frei  | Gregor Fisken    | Ausfall     | Motorschaden |
| 2010 | Aston Martin Racing | Lola-Aston Martin LMP1      | Darren Turner   | Juan Barazi      | Ausfall     | Motorschaden |
| 2011 | Simon Dolan Jota    | Aston Martin V8 Vantage GT2 | Chris Buncombe  | Simon Dolan      | Ausfall     | Motorschaden |
| 2012 | Jota                | Zytek Z11SN                 | Haruki Kurosawa | Simon Dolan      | Ausfall     | Unfall       |